# Cyanotis pauciflora
Cyanotis pauciflora là một loài thực vật có hoa trong họ Commelinaceae. Loài này được A.Rich. mô tả khoa học đầu tiên năm 1850.